# Šitbořice
Šitbořice – miejscowość i gmina (obec) w Czechach, w kraju południowomorawskim, w powiecie Brzecław. W 2022 roku liczyła 2095 mieszkańców.

## Współpraca
Miejscowość partnerska:
- Dinhard, Szwajcaria